# 聖約瑟夫 (伊利諾伊州)
聖約瑟夫（英語：St. Joseph）是位於美國伊利諾伊州尚佩恩縣的一個村落。

## 地理
聖約瑟夫的座標為40°06′47″N 88°02′15″W / 40.11306°N 88.03750°W，而該地最高點為海拔高度205米（即673英尺）。

## 人口
根據2010年美國人口普查的數據，聖約瑟夫的面積為5.39平方千米，當中陸地面積為5.35平方千米，而水域面積為0.00平方千米。當地共有人口3967人，而人口密度為每平方千米735人。